# Marcin Jędrusiński
Marcin Jędrusiński, född den 28 september 1981, är en polsk friidrottare som tävlar i kortdistanslöpning.
Jędrusiński delotg vid VM för juniorer 2000 där han blev silvermedaljör på 200 meter. Som senior deltog han vid EM 2002 i München där han slutade femma på tiden 20,31. Efter framgången i EM har han blivit utslagen i semifinalen vid VM 2003, 2005 och 2007. Dessutom vid Olympiska sommarspelen 2004 och i kvartsfinalen vid Olympiska sommarspelen 2008.
Han deltog i det polska stafettlaget över 4 x 100 meter som blev silvermedaljör vid EM 2006 i Göteborg.

## Personliga rekord
- 100 meter - 10,26
- 200 meter - 20,31